# 處羅可汗
處羅可汗（6世纪？—620年），又寫作處邏、叱羅，阿史那氏，名奚纯，即可汗位前稱號為俟利弗设（Iltäbir Šad），或稱乙力設（Il Šad），東突厥启民可汗次子，前任可汗始畢可汗之弟，在619年至620年間任東突厥可汗，在位時間1年多。

## 生平
處羅可汗即位前，隋朝拜他為左光祿大夫，又賜婚李夫人。而在隋朝大業中晚期（大約610-618年），奚純和日後建立唐朝的李氏家族結為姻親，他的嫡長子摸末娶了李氏的宗室女（日後的平夷縣主），兩人在李淵的家中，晉陽宮成婚。學者朱振宏認為此事表示了奚純一家和唐朝李氏的深厚關係，而李淵也欲藉此次婚姻加強和東突厥的關係。
始畢可汗在619年死後，因為其子什缽苾年幼，東突厥人改立身為始畢之弟的俟利弗設為可汗，是為處羅可汗。處羅繼位後以突厥人的收繼婚習俗娶義成公主。
620年（武德三年）二月，處羅收留了隋煬帝的皇后蕭氏及齊王楊暕之子楊政道，立政道為隋王，居定襄城（今内蒙古自治区和林格尔县西北），把留在境內的中原人交給政道管治。
同年，處羅可汗派遣弟弟步利設領騎兵兩千人前去與攻擊劉武周的唐秦王李世民會師，最終劉武周敗奔東突厥，另外有其他史料記載這次會師是去幫助李淵追擊劉武周的將領宋金剛。六月（7～8月），處羅可汗親自到并州的晉陽停留了三日，期間掠奪了城中的婦人，最後留下倫特勤（又稱俱儉特勤）領兵數百人助守晉陽，同時派遣東突厥的兵力駐守在石嶺（今中國山西省忻州市南）以北的地區。
不久後處羅因疽发去世，義成公主不立處羅的嫡子奧射設阿史那摸末，改立處羅之弟咄苾，是為頡利可汗。

## 家庭

### 夫人
- 李夫人，由隋朝賜婚
- 義成公主，隋朝的和親公主，依收繼婚習俗與處羅再婚

### 子女
- 阿史那摸末，突厥郁射设，唐朝右屯卫将军
- 阿史那社尔，突厥拓设，唐朝驸马都尉、镇军大将军、毕元公

## 延伸阅读
[在维基数据编辑]
 《舊唐書·卷194上》，出自刘昫《舊唐書》
 《舊唐書·卷194下》，出自刘昫《舊唐書》